# Letnie Koncerty Organowe i Kameralne
Letnie Koncerty Organowe i Kameralne we Władysławowie – zostały zainicjowane w roku 1973 przez prof. Eugeniusza Brańkę oraz ówczesnego proboszcza Parafii Wniebowzięcia NMP – księdza Witolda Stańczaka.
Przez 50 edycji festiwal gościł kilkuset muzyków –  wirtuozów gry organowej, instrumentalistów, wokalistów, zespoły, chóry – z Europy, obu Ameryk i Azji. Koncerty organizowane są przez Urząd Miasta Władysławowo i Parafię we Władysławowie, a pieczę nad stroną artystyczną sprawuje po śmierci Eugeniusza Brańki jego syn – Karol Lipiński-Brańka.